# Megachile concolor
Megachile concolor är en biart som beskrevs av Heinrich Friese 1903. Megachile concolor ingår i släktet tapetserarbin, och familjen buksamlarbin. Inga underarter finns listade i Catalogue of Life.